# Guido Mancini
Guido Mancini-Giancarlo, hispanista italiano.

## Trayectoria
Escribió una Storia della letteratura spagnola cuya cuarta edición data de 1967. Estudió la obra de Santa Teresa; fundó la revista Collana di Testi e Studi Ispanici. Entre sus obras figuran Il teatro di Juan Ruiz de Alarcón (Roma, 1953), Calderón in Italia: studi e ricerche (1955) San Isidoro de Sevilla: aspectos literarios (Bogotá: Instituto Caro y Cuervo, 1955); Espressioni letterarie dell'insegnamento di santa Teresa de Avila (Modena: Società Tipografica Modenese, 1955) y Dos estudios de literatura española: introducción al "Palmerín de Oliva", Perfil de Leandro Fernández de Moratín (Barcelona: Planeta, 1970).